# Alessandro Rosa Vieira
Alessandro Rosa Vieira (São Paulo, 8 de junio de 1977), conocido deportivamente como Falcão, es un exjugador de fútbol sala brasileño que jugaba en la posición de ala.
Se le considera el mejor jugador de fútbol sala de la historia, siendo además el máximo goleador histórico de la selección brasileña y quien más veces ha jugado con la verde amarela, ganando con su país la medalla de oro en los Juegos Panamericanos de 2007 y dos campeonatos mundiales en 2008 y 2012. Además, fue premiado por Futsal Awards como mejor jugador del año en 2004, 2008, 2011 y 2012, teniendo el mérito de haber conseguido estos galardones sin nunca haber jugado en Europa.
Se retiró en 2018 terminando su carrera como el máximo goleador de la selección brasileña de futsal, con 401 goles en 258 partidos. Después de su retirada.se convirtió en embajador del futsal, ayudando a promover este deporte a nivel global.

## Trayectoria
Nació en São Paulo, y desde pequeño comenzó a jugar a fútbol en los barrios pobres de la zona norte de la ciudad. Desde pequeño fue apodado como Falcão, por su parecido físico con el exfutbolista profesional Paulo Roberto Falcão, que militó en las filas del Internacional de Porto Alegre y la AS Roma. En 1989 ingresó como juvenil en el Guapira, y allí llamó la atención del Corinthians, que le requirió para su sección de fútbol sala. Con ellos firmó su primer acuerdo como jugador profesional.
Falcão permaneció en Corinthians durante cuatro temporadas, hasta que en 1997 fue contratado por una temporada con el General Motors, equipo de la Liga brasileña, conquistando su primera Copa de Brasil. Un año después, se produjo su debut como internacional con la selección brasileña. En 1999 fue contratado por el Atlético Mineiro, con quien ganó su primera liga nacional, y una temporada después pasó fugazmente por la sección de fútbol sala del São Paulo FC. A comienzos de la temporada 2000/01 fichó por el Esporte Clube Banespa, donde conquistó su primera Copa Libertadores de Futsal; dos años después, firmó con el Malwee/Jaraguá. En 2004, Falcão participó en el Campeonato Mundial de 2004, y aunque Brasil solo alcanzó el tercer puesto, fue premiado por la FIFA como mejor jugador.
En 2005, Falcão tuvo una breve incursión en el fútbol con su fichaje por el São Paulo Futebol Clube, con quien ganó el Campeonato Paulista y la Copa Libertadores de ese año. Sin embargo, regresó al fútbol sala en las filas del Malwee/Jaraguá, con el que ganó cuatro ligas, tres Copas de Brasil y cinco Copas Libertadores, así como un título en 2006 al mejor jugador de Brasil. Por otra parte, en 2008 se proclamó campeón del mundo con la selección brasileña, y fue premiado de nuevo por la FIFA como mejor jugador. Cuando el Malwee/Jaraguá desapareció en 2011, Falcão fichó por la sección de fútbol sala del Santos FC.
La sección de fútbol sala del Santos desapareció en 2011 al quedarse el club sin dinero tras la renovación de Neymar. Falcão quedó libre y en 2012 fichó por el Intelli-Orlândia conquistando una nueva Libertadores. Desde 2014 se incorpora al Sorocaba Futsal con el cual conquistó, entre otros títulos, la Copa Libertadores del 2015 y su primera Copa Intercontinental de Futsal en 2016, repitiendo este título en 2018. Participó también con su selección jugando el mundial de 2012, ganando el título por segunda vez de nuevo ante la selección española. 
En diciembre de 2018, luego que su equipo perdiera 5-3 la final del Campeonato Paulista ante Corinthians (equipo con el que debutó profesionalmente), Falcão anunció su retiro como jugador de fútbol sala con 41 años, 25 como profesional, a través de un emotivo comunicado en su cuenta de Instagram declarando su amor por este deporte. 
En la actualidad, desde marzo de 2020, se encuentra realizando un curso con el profesor Paulo "Negro" Cardozo, sobre la perfección de la táctica del "abanico".

### Selección nacional
Con la selección obtuvo la Copa América en cinco (5) ocasiones (1998, 1999, 2000, 2008 y 2011), el subcampeonato en la Copa Mundial de fútbol sala de la FIFA 2000, los títulos en los mundiales de 2008 y 2012 y la medalla de oro en los Juegos Panamericanos de Río 2007. Además, ha ganado el Grand Prix de Futsal en 9 ocasiones (2005, 2006, 2007, 2008, 2009, 2011, 2013, 2014 y 2015).
En 2015, Falcão y 54 jugadores brasileños de futsal que actúan en la Liga de Brasil y en el exterior, anunciaron que no volverían a jugar con la Selección debido a unos escándalos de corrupción ocurridos en el interior de la Confederación Brasileña de Futsal (CBFS), entidad encargada de las selecciones de fútbol sala en Brasil. Sin embargo, manifestó su deseo de jugar el último mundial de su carrera en Colombia 2016, buscando retirarse como Campeón. A pesar de que su selección era una de las favoritas a ganar el mundial, después de hacer una fase de grupos con puntaje perfecto goleando a sus oponentes, no logra el tercer mundial en su cuenta personal al quedar eliminados en octavos de final a manos de Irán, siendo la primera vez en la historia de los campeonatos del mundo que Brasil no llega al podio. Pese a ello, Falcão se retira como el máximo goleador en la historia de los mundiales con 48 anotaciones, aunque su retiro oficial de la selección se da el 26 de marzo de 2017 luego de un amistoso ante la selección Colombia, con victoria para Brasil por 3 goles a 2 convirtiendo una de las anotaciones de la canarinha. Sin embargo, por solicitud directa de la nueva comisión encargada de la CBFS, Falcão anunció su regreso a la verdeamarela en junio de 2017, aunque aclaró que su regreso será breve debido a sus 40 años recién cumplidos. Su regreso se gestó en septiembre de 2017 luego de jugar un amistoso ante la selección de Uruguay, a la cual venció 1 a 0. Su último partido con la canarinha se realizó el 28 de octubre de 2018 en un amistoso ante Paraguay venciendo 4-2, con dos magistrales goles que lo dejan con un récord de 401 anotaciones y 258 apariciones con la selección.

## Clubes
| Club                     | País   | Año       |
| ------------------------ | ------ | --------- |
| Corinthians Futsal       | Brasil | 1993-1996 |
| General Motors/Chevrolet | Brasil | 1997-1998 |
| Atlético Mineiro Futsal  | Brasil | 1999      |
| Río de Janeiro/Miécimo   | Brasil | 1999      |
| São Paulo Futsal         | Brasil | 2000      |
| Esporte Clube Banespa    | Brasil | 2000-2002 |
| Malwee/Jaraguá           | Brasil | 2003-2004 |
| São Paulo Futebol Clube  | Brasil | 2005      |
| Malwee/Jaraguá           | Brasil | 2005-2010 |
| Santos Futsal            | Brasil | 2011      |
| Intelli/Orlândia         | Brasil | 2012-2013 |
| Sorocaba Brasil          | Brasil | 2014-2018 |

## Palmarés

### Campeonatos nacionales
| Título               | Club                     | País   | Año  |
| -------------------- | ------------------------ | ------ | ---- |
| Estadual Paulista    | Corinthians Futsal       | Brasil | 1995 |
| Estadual Paulista    | Corinthians Futsal       | Brasil | 1997 |
| Copa de Brasil       | General Motors/Chevrolet | Brasil | 1998 |
| Estadual Mineiro     | Atlético Mineiro Futsal  | Brasil | 1999 |
| Liga brasileña       | Atlético Mineiro Futsal  | Brasil | 1999 |
| Estadual Paulista    | Esporte Clube Banespa    | Brasil | 2000 |
| Estadual Paulista    | Esporte Clube Banespa    | Brasil | 2001 |
| Estadual Catarinense | Malwee/Jaraguá           | Brasil | 2003 |
| Copa de Brasil       | Malwee/Jaraguá           | Brasil | 2003 |
| Estadual Catarinense | Malwee/Jaraguá           | Brasil | 2004 |
| Copa de Brasil       | Malwee/Jaraguá           | Brasil | 2004 |
| Liga brasileña       | Malwee/Jaraguá           | Brasil | 2005 |
| Campeonato Paulista  | São Paulo Futebol Clube  | Brasil | 2005 |
| Estadual Catarinense | Malwee/Jaraguá           | Brasil | 2006 |
| Copa de Brasil       | Malwee/Jaraguá           | Brasil | 2006 |
| Liga brasileña       | Malwee/Jaraguá           | Brasil | 2007 |
| Copa de Brasil       | Malwee/Jaraguá           | Brasil | 2007 |
| Estadual Catarinense | Malwee/Jaraguá           | Brasil | 2008 |
| Liga brasileña       | Malwee/Jaraguá           | Brasil | 2008 |
| Copa de Brasil       | Malwee/Jaraguá           | Brasil | 2008 |
| Liga brasileña       | Malwee/Jaraguá           | Brasil | 2010 |
| Liga brasileña       | Santos Futsal            | Brasil | 2011 |
| Liga brasileña       | Intelli/Orlandia         | Brasil | 2012 |
| Liga brasileña       | Intelli/Orlandia         | Brasil | 2013 |
| Estadual Paulista    | Sorocaba Brasil          | Brasil | 2014 |
| Liga brasileña       | Sorocaba Brasil          | Brasil | 2014 |
| Estadual Paulista    | Sorocaba Brasil          | Brasil | 2017 |
| Supercopa de Brasil  | Sorocaba Brasil          | Brasil | 2018 |

### Campeonatos internacionales
| Título                          | Club                    | País   | Año  |
| ------------------------------- | ----------------------- | ------ | ---- |
| Libertadores Futsal             | Esporte Clube Banespa   | Brasil | 2001 |
| Libertadores Futsal             | Malwee/Jaraguá          | Brasil | 2004 |
| Copa Libertadores               | São Paulo Futebol Clube | Brasil | 2005 |
| Libertadores Futsal             | Malwee/Jaraguá          | Brasil | 2006 |
| Libertadores Futsal             | Malwee/Jaraguá          | Brasil | 2007 |
| Libertadores Futsal             | Malwee/Jaraguá          | Brasil | 2008 |
| Libertadores Futsal             | Malwee/Jaraguá          | Brasil | 2009 |
| Libertadores Futsal             | Intelli/Orlândia        | Brasil | 2013 |
| Libertadores Futsal             | Sorocaba Brasil         | Brasil | 2015 |
| Copa Intercontinental de Futsal | Sorocaba Brasil         | Brasil | 2016 |
| Copa Intercontinental de Futsal | Sorocaba Brasil         | Brasil | 2018 |

### Campeonatos de selecciones nacionales
| Título               | Selección           | País   | Año  |
| -------------------- | ------------------- | ------ | ---- |
| Copa América         | Selección brasileña | Brasil | 1998 |
| Copa América         | Selección brasileña | Brasil | 1999 |
| Copa América         | Selección brasileña | Brasil | 2000 |
| Juegos Sudamericanos | Selección brasileña | Brasil | 2002 |
| Juegos Panamericanos | Selección brasileña | Brasil | 2007 |
| Copa América         | Selección brasileña | Brasil | 2008 |
| Copa del Mundo       | Selección brasileña | Brasil | 2008 |
| Copa América         | Selección brasileña | Brasil | 2011 |
| Copa del Mundo       | Selección brasileña | Brasil | 2012 |